# Krasňany
Krasňany es un municipio del distrito de Žilina en la región de Žilina, Eslovaquia, con una población estimada a final del año 2024 de 1669 habitantes.
Se encuentra ubicado al oeste de la región, cerca del curso alto del río Váh (cuenca hidrográfica del Danubio) y de la frontera con la región de Trenčín.

## Demografía
| Año        | 1994 | 2004     | 2014     | 2024     |
| ---------- | ---- | -------- | -------- | -------- |
| Población  | 1118 | 1231     | 1466     | 1669     |
| Diferencia |      | +10,10 % | +19,09 % | +13,84 % |

| Año        | 2023 | 2024    |
| ---------- | ---- | ------- |
| Población  | 1660 | 1669    |
| Diferencia |      | +0,54 % |